# Tetranchyroderma swedmarki
Tetranchyroderma swedmarki är en djurart som tillhör fylumet bukhårsdjur, och som beskrevs av Chandrasekara Rao och Ganapati 1968. Tetranchyroderma swedmarki ingår i släktet Tetranchyroderma och familjen Thaumastodermatidae.
Artens utbredningsområde är Indiska oceanen. Inga underarter finns listade i Catalogue of Life.